# Os Olhos da Ásia
Os Olhos da Ásia é um filme nipo-franco-português de 1996, do género drama histórico, realizado por João Mário Grilo, com argumento dele e de Paulo Filipe Monteiro baseado no romance Silêncio (romance), de Shusaku Endo.

## Sinopse
Em 1538, o padre jesuíta Julião Nakaura, com outros três jovens embaixadores, é enviado do Japão a Roma como prova de que o Japão se convertera ao Cristianismo. Cinquenta anos depois, sua fé passa por nova provação, quando o xogum o obriga a renegá-la. Ele resiste, porém seu companheiro Cristóvão Ferreira, não suportando as atrocidades da tortura, o trai, conduzindo-o à morte.

## Elenco
- José Abreu… Pedro
- Geraldine Chaplin… Jane Powell
- António Cordeiro… Mateus
- Marques d'Arede… Giovanni Adami
- José Eduardo… Lucas do Espírito Santo
- Rui Gomes… Sebastião
- Kyioto Harada… Matazaemon
- Edward Ishita… Edward Ishita
- Yuzi Kosugi… Kurobei
- Carlos Martins Medeiros… António de Sousa
- Yoshi Oida… Julião Nakaura
- João Perry… Cristóvão Ferreira
- Itaru Takahara… Sr. Takahara
- Yasukiyo Umeno… Miguel
- Diogo Vasconcelos… Orlando

## Prémios e nomeações
| Prêmio/evento                                    | Categoria    | Recipiente                        | Resultado |
| ------------------------------------------------ | ------------ | --------------------------------- | --------- |
| Festival Internacional de Cinema de Locarno 1996 | Melhor filme | Paulo Branco, Toru Aisawa (prod.) | Indicado  |